# Dulce María Borrero
Dulce María Borrero de Luján (La Habana, 1883-La Habana, 1945) fue una escritora cubana.

## Biografía
Nacida el 10 de septiembre de 1883, era natural de Puentes Grandes, en Cuba. Es descrita por Julio Cejador como «poetisa amorosa, intensa, muy subjetiva, hermana de Juanita, poetisa no menos, bien que inédita».  Fue premiada en el centenario de Gertrudis Gómez de Avellaneda (1914) y escribía ya desde 1904 en Arpas cubanas.  Autora de obras como La poesía á través del color (conferencia, Habana, 1912), Horas de mi vida (Berlín, 1912), El matrimonio en Cuba (Habana, 1914, en la que aboga por el divorcio) y Poesías (1916), falleció el 15 de enero de 1945 en La Habana.